# 8043 Fukuhara
8043 Fukuhara (1994 XE1) là một tiểu hành tinh vành đai chính được phát hiện ngày 6 tháng 12 năm 1994 bởi T. Kobayashi ở Oizumi.